# Rýchory (přírodní památka)
Rýchory byla přírodní památka ev. č. 379 poblíž obce Horní Maršov v okrese Trutnov. Oblast spravuje Správa KRNAP. Zrušena byla v roce 2008 začleněním pod NP Krkonoše.
Důvodem ochrany byla vrcholová partie Rýchorského hřebene s přirozenými porosty a rašeliništi.